# HD 80050
HD 80050，又名BD-13 2808，SAO 155060、HR 3687，是一颗恒星，视星等为5.84，位于銀經244.9，銀緯23.37，其B1900.0坐标为赤經9h 12m 23s，赤緯-14° 23.37′ 20″。